# اس‌اس سوتا (۱۹۲۹)
اس‌اس سوتا (۱۹۲۹) (به انگلیسی: SS Ceuta (1929)) یک کشتی بود که طول آن ۲۸۳ فوت ۳ اینچ (۸۶٫۳۳ متر) بود. این کشتی در سال ۱۹۲۹ ساخته شد.